# Gare de Rognac
La gare de Rognac est une gare ferroviaire française des lignes de Paris-Lyon à Marseille-Saint-Charles et de Rognac à Aix-en-Provence, située sur le territoire de la commune de Rognac, dans le département des Bouches-du-Rhône, en région Provence-Alpes-Côte d'Azur.
Cette gare de la Société nationale des chemins de fer français (SNCF) est desservie par des trains TER Provence-Alpes-Côte d'Azur. Elle est également une gare de triage.

## Situation ferroviaire
Établie à 22 m d'altitude, la gare de bifurcation de Rognac est située au point kilométrique (PK) 834,914 de la ligne de Paris-Lyon à Marseille-Saint-Charles, entre les gares de Berre et de Vitrolles-Aéroport-Marseille-Provence, et au PK 0,000 de la ligne de Rognac à Aix-en-Provence exploitée en trafic fret.

## Histoire
Rognac, est l'une des stations prévues sur l'axe ferroviaire de Paris à Marseille, située sur la section d'Avignon à Marseille concédée le 24 juillet 1843 à Paulin Talabot, Joseph Ricard, Chaponnière et Étienne Émilien Rey de Foresta, suivant les clauses du cahier des charges du 31 mars 1843, modifié le 12 juin. La Compagnie du chemin de fer de Marseille à Avignon met la ligne en service par tronçons successifs entre 1847 et 1849. 
La station nouvellement créée, va également devenir une gare tête de l'embranchement de Rognac à Aix-en-Provence, concédé le 15 juillet 1852 à la Compagnie du chemin de fer de Lyon à Avignon, en confirmation de la convention, du 19 juin 1852, conclue entre l'État et les représentants de cette compagnie, messieurs Benoist d'Azy, E. Blount, Parent, Drouillard et Hochet. Cette concession, qui regroupe plusieurs cessions faites à la compagnie, prend pour titre « Chemin de fer de Lyon à la Méditerranée ». La ville d'Aix offre à l'État un million de francs pour la réalisation de cet embranchement qui la relie à l'axe principal Paris - Marseille.
Le 8 septembre 1868, est présenté un projet de création de voies de triage, d'un montant estimé de 433 000 francs et, le 31 octobre 1873, un projet concernant la création d'un pont tournant de 14 m, pour un coût estimé de 30 000 francs.

## Fréquentation
De 2015 à 2023, selon les estimations de la SNCF, la fréquentation annuelle de la gare s'élève aux nombres indiqués dans le tableau ci-dessous.
| Année                      | 2015    | 2016    | 2017    | 2018    | 2019    | 2020    | 2021    | 2022    | 2023    |
| -------------------------- | ------- | ------- | ------- | ------- | ------- | ------- | ------- | ------- | ------- |
| Voyageurs                  | 240 424 | 222 997 | 229 253 | 205 256 | 221 956 | 154 490 | 178 481 | 223 205 | 227 793 |
| Voyageurs et non voyageurs | 300 530 | 278 746 | 286 566 | 256 571 | 193 113 | 464 684 | 223 101 | 279 006 | 284 742 |

## Service des voyageurs

### Accueil
Halte SNCF, c'est un point d'arrêt non géré (PANG) à accès libre. Elle dispose d'un automate pour l'achat de titres de transport TER.

### Desserte
Rognac est desservie par les trains TER Provence-Alpes-Côte d'Azur de la ligne Marseille – Miramas par Rognac, l'autre branche de la ligne passant sur le côté sud de l'étang de Berre, en empruntant la ligne de la Côte Bleue via Port-de-Bouc.

## Service des marchandises
Cette gare est ouverte au service du fret (toutes marchandises et wagon isolé).